# Tensor momentu bezwładności
Tensor momentu bezwładności – tensor drugiego rzędu opisujący moment bezwładności. Występuje on w równaniu wiążącym moment pędu z prędkością kątową dla danego ciała
{\displaystyle {\vec {L}}={\hat {I}}{\vec {\omega }},}
gdzie:
{\displaystyle {\vec {L}}} – moment pędu,
{\displaystyle {\hat {I}}} – tensor momentu bezwładności,
{\displaystyle {\vec {\omega }}} – prędkość kątowa.
Tensor bezwładności zapisany jako macierz wygląda następująco
{\displaystyle \mathbf {I} ={\begin{bmatrix}I_{xx}&I_{xy}&I_{xz}\\I_{yx}&I_{yy}&I_{yz}\\I_{zx}&I_{zy}&I_{zz}\end{bmatrix}}.}
Współczynniki diagonalne (leżące na głównej przekątnej) nazywamy momentami głównymi, natomiast pozadiagonalne momentami dewiacji.
Wartości współczynników tensora momentu bezwładności, w przypadku dyskretnego rozkładu masy, definiuje się przez
{\displaystyle I_{ij}\ {\stackrel {\mathrm {def} }{=}}\ \sum _{k}m_{k}(r_{k}^{2}\delta _{ij}-r_{ki}r_{kj}),}
gdzie:
{\displaystyle \delta _{ij}} jest deltą Kroneckera,
{\displaystyle r_{k1}=x_{k},} {\displaystyle r_{k2}=y_{k},} {\displaystyle r_{k3}=z_{k},}
{\displaystyle r_{k}} – odległość punktu od początku układu współrzędnych, spełnia on zależność:
{\displaystyle r_{k}^{2}=x_{k}^{2}+y_{k}^{2}+z_{k}^{2}.}
Rozpisując powyższy wzór na składowe, otrzymujemy wzory na momenty główne
{\displaystyle I_{xx}=\sum _{k}m_{k}(y_{k}^{2}+z_{k}^{2})=\sum _{k}m_{k}(r_{k}^{2}-x_{k}^{2}),}
{\displaystyle I_{yy}=\sum _{k}m_{k}(z_{k}^{2}+x_{k}^{2})=\sum _{k}m_{k}(r_{k}^{2}-y_{k}^{2}),}
{\displaystyle I_{zz}=\sum _{k}m_{k}(x_{k}^{2}+y_{k}^{2})=\sum _{k}m_{k}(r_{k}^{2}-z_{k}^{2})}
oraz momenty dewiacyjne
{\displaystyle I_{xy}=I_{yx}=-\sum _{k}m_{k}x_{k}y_{k},}
{\displaystyle I_{yz}=I_{zy}=-\sum _{k}m_{k}y_{k}z_{k},}
{\displaystyle I_{zx}=I_{xz}=-\sum _{k}m_{k}z_{k}x_{k},}
gdzie:
{\displaystyle x_{k},} {\displaystyle y_{k},} {\displaystyle z_{k}} – składowe wektora wodzącego {\displaystyle k}-tego punktu,
{\displaystyle m_{k}} – masa {\displaystyle k}-tego punktu.
Postać dla rozkładu ciągłego z gęstością masy {\displaystyle \rho (x,y,z)} o objętości {\displaystyle V{:}}
{\displaystyle I_{ij}\ {\stackrel {\mathrm {def} }{=}}\ \int \limits _{V}\rho (x,y,z)(r^{2}\delta _{ij}-r_{i}r_{j})dv.}
Tensor ten jest tensorem symetrycznym (jego macierz jest symetryczna).
Suma składników diagonalnych jest niezależna od wyboru kierunku osi układu współrzędnych. Dowód dla układu punktów:
{\displaystyle I_{xx}+I_{yy}+I_{zz}=\sum _{k}m_{k}(y_{k}^{2}+z_{k}^{2})+\sum _{k}m_{k}(z_{k}^{2}+x_{k}^{2})+\sum _{k}m_{k}(x_{k}^{2}+y_{k}^{2})=2\sum _{k}m_{k}r_{k}^{2}.}